# Kruth
Kruth là một xã ở tỉnh Haut-Rhin trong vùng Grand Est ở đông bắc Pháp. Xã này có diện tích 223,06 km², dân số năm 1999 là 1038 người. Khu vực này có độ cao 487 mét trên mực nước biển.